# Australian Hardcourt Championships
Australian Hardcourt Championships – nierozgrywany turniej tenisowy organizowany w latach 1959-1977 na nawierzchni ziemnej w różnych miastach południowo-wschodniego wybrzeża Australii. Odbywały się głównie w czwartym kwartale poza edycjami w 1959 i 1960 roku (kwiecień), w 1964 (styczeń) i w 1966 (luty).
Na dziewiętnaście rozegranych edycji tylko raz wygrała tenisistka spoza Australii – w 1974 roku, gdy turniej rozgrywany był w Gympie triumfowała osiemnastoletnia Szwedka Helena Anliot. W grze podwójnej za każdym razem triumfowały zawodniczki miejscowe. Mniejsze zainteresowanie turniejem mogło wynikać z faktu, iż tylko edycja z 1972 roku była uwzględniona w oficjalnym kalendarzu kobiecych rozgrywek tenisowych (choć nie została zaliczona do „głównego cyklu” – Virginia Slims Circuit i Commerical Union Grand Prix). Evonne Goolagong wygrała wówczas grę pojedynczą i podwójną. Za lata 1974-1977 brak jest danych z rozgrywek deblowych.
Zawody gry mieszanej zostały rozegrane tylko dwukrotnie: w 1966 i 1970 roku.
Najbardziej utytułowaną tenisistką w turnieju jest wspomniana wcześniej Evonne Goolagong, która grę pojedynczą i podwójną wygrała po trzy razy, a mieszaną raz. Cztery razy w singlu i trzy w deblu wygrała także Lesley Turner Bowrey, ale dokonała tego jeszcze przed rozpoczęciem Ery Open.
Turniej gościł między innymi w Melbourne, Brisbane, Hobart czy Sydney, w których to miastach na stałe były lub są rozgrywane inne turnieje tenisowe: w Melbourne Australian Open i Victorian Championships, w Brisbane pięć edycji Australian Open, Queensland State Open, Danone Hardcourt Championships i Brisbane International, w Hobart Hobart International oraz w Sydney piętnaście edycji Australian Open i Sydney International.

## Mecze finałowe

### Gra pojedyncza kobiet
| Rok               | Miejsce       | Zwyciężczyni       | Finalistka        | Wynik          |
| 1977              | Brighton East | Sue Saliba         | Pam Whytcross     | 2:6, 7:6, 6:2  |
| 1976              | Sydney        | Dianne Fromholtz   | Leanne Harrison   | 6:1, 6:0       |
| 1975              | Melbourne     | Judy Tegart Dalton | Kym Ruddell       | 6:2, 6:3       |
| 1974              | Gympie        | Helen Anliot       | Natalja Czmyriowa | 6:1, 7:5       |
| 1973              | Sydney        | Dianne Fromholtz   | Ann Kiyomura      | 6:1, 7:5       |
| 1972              | Melbourne     | Evonne Goolagong   | Patricia Coleman  | 6:7, 6:2, 6:2  |
| 1971              | Brisbane      | Evonne Goolagong   | Mona Schallau     | 6:1, 6:1       |
| 1970              | Toowoomba     | Evonne Goolagong   | Margeret Tesch    | 6:3, 7:5       |
| 1969              | Rockdale      | Kerry Melville     | Karen Krantzcke   | 6:3, 8:10, 6:1 |
| 1968              | Launceston    | Karen Krantzcke    | Evonne Goolagong  | 6:1, 6:1       |
| Początek Ery Open |               |                    |                   |                |
| 1967              | Melbourne     | Lesley Turner      | Kerry Melville    | 1:6, 7:5, 6:2  |
| 1966              | Brisbane      | Karen Krantzcke    | Alexis Kenny      | 6:1, 6:2       |
| 1965              | Sydney        | Lesley Turner      | Margaret Smith    | 7:5, 6:3       |
| 1964              | Hobart        | Madonna Schacht    | Gail Sherriff     | 1:6, 8:6, 10:8 |
| 1963              | Melbourne     | Joan Gibson        | Madonna Schacht   | 10:8, 6:3      |
| 1962              | Brisbane      | Lesley Turner      | Jan Lehane        | 4:6, 6:4, 6:4  |
| 1961              | Rockdale      | Margaret Smith     | Lesley Turner     | 6:2, 0:6, 7:5  |
| 1960              | Canterbury    | Lesley Turner      | Dawn Robberds     | 6:2, 6:2       |
| 1959              | Melbourne     | Jan Lehane         | Lorraine Coghlan  | 6:0, 2:6, 6:2  |

### Gra podwójna kobiet
| Rok               | Miejsce       | Zwyciężczynie                     | Finalistki                        | Wynik           |
| 1977              | Brighton East | Brak danych                       | Brak danych                       |                 |
| 1976              | Sydney        | Brak danych                       | Brak danych                       |                 |
| 1975              | Melbourne     | Brak danych                       | Brak danych                       |                 |
| 1974              | Gympie        | Brak danych                       | Brak danych                       |                 |
| 1973              | Sydney        | Joy Emerson Jan Lehane            | Peggy Michel Janet Young          | 7:6, 4:6, 7:6   |
| 1972              | Melbourne     | Evonne Goolagong Janet Young      | Patricia Coleman Sally Irvine     | 2:6, 6:4, 6:3   |
| 1971              | Brisbane      | Evonne Goolagong Janet Young      | Barbara Hawcroft Wendy Turnbull   | 6:2, 6:1        |
| 1970              | Toowoomba     | Patricia Edwards Evonne Goolagong | Anne Coleman Margeret Tesch       | 7:6, 6:4        |
| 1969              | Rockdale      | Karen Krantzcke Kerry Melville    | Jan Lehane Winnie Shaw            | 4:6, 6:2, 6:3   |
| 1968              | Launceston    | Kerry Harris Karen Krantzcke      | Patricia Edwards Evonne Goolagong | 6:2, 7:5        |
| Początek Ery Open |               |                                   |                                   |                 |
| 1967              | Melbourne     | Brak danych                       | Brak danych                       |                 |
| 1966              | Brisbane      | Karen Krantzcke Patricia Turner   | Robyn Ebbern Madonna Schacht      | 9:11, 6:3, 10:8 |
| 1965              | Sydney        | Margaret Smith Lesley Turner      | Joan Gibson Caroline Langsford    | 6:4, 9:7        |
| 1964              | Hobart        | Robyn Ebbern Joan Gibson          | Kerry Melville Gail Sherriff      | 2:6, 6:4, 7:5   |
| 1963              | Melbourne     | Judy Tegart Lesley Turner         | Lynne Hutchings Maureen Pratt     | 6:3, 8:6        |
| 1962              | Brisbane      | Robyn Ebbern Fay Toyne            | Jan Lehane Lesley Turner          | 7:5, 3:6, 6:1   |
| 1961              | Rockdale      | Robyn Ebbern Margaret Smith       | Beryl Penrose Dawn Robberds       | 6:3, 6:0        |
| 1960              | Canterbury    | Dawn Robberds Lesley Turner       | Carol Newman Lorraine Plummer     | 6:3, 6:3        |
| 1959              | Melbourne     | Lorraine Coghlan Beverley Rae     | Margo Rayson Margaret Smith       | 6:4, 3:6, 6:1   |

### Gra mieszana
| Rok               | Miejsce                    | Mistrzowie                    | Finaliści                   | Wynik                      |
| 1971– 1977        | Turniej nie był rozgrywany | Turniej nie był rozgrywany    | Turniej nie był rozgrywany  | Turniej nie był rozgrywany |
| 1970              | Toowoomba                  | Evonne Goolagong Bob Giltinan | Patricia Edwards Ross Case  | 7:5, 6:4                   |
| 1968– 1969        | Turniej nie był rozgrywany | Turniej nie był rozgrywany    | Turniej nie był rozgrywany  | Turniej nie był rozgrywany |
| Początek Ery Open |                            |                               |                             |                            |
| 1967              | Turniej nie był rozgrywany | Turniej nie był rozgrywany    | Turniej nie był rozgrywany  | Turniej nie był rozgrywany |
| 1966              | Brisbane                   | Robyn Ebbern Owen Davidson    | Karen Krantzcke John Cooper | 6:4, 6:4                   |
| 1959– 1965        | Turniej nie był rozgrywany | Turniej nie był rozgrywany    | Turniej nie był rozgrywany  | Turniej nie był rozgrywany |